# Group Racing Developments
Group Racing Developments (Kurzform: GRD) war ein in Griston, Norfolk, ansässiger britischer Hersteller von Rennwagen, der von 1971 bis 1975 Monoposti für die Formeln 3, 2 und Atlantic produzierte. Anders als seine Konkurrenten, unterhielt GRD nicht dauerhaft ein eigenes Werksteam. GRD ist ein Vorläufer des Rennwagenherstellers Van Diemen.

## Unternehmensgeschichte
GRD wurde 1971 als Tochterunternehmen der Norfolk Light Engineering Company gegründet. Anlass für die Gründung war der Umstand, dass sich Lotus, in den 1960er-Jahren einer der erfolgreichsten Rennwagenhersteller, 1971 aus den Formeln 2 und 3 zurückzog. Die GRD-Gründer erwarteten, dass die verbliebenen Hersteller March Engineering und Lola Cars den Bedarf an neuen Rennwagen in diesen Serien nicht allein würden decken können. GRD sollte daher die Lücke schließen, die Lotus hinterlassen hatte. GRD übernahm zahlreiche ehemalige Lotus-Angestellte, darunter Mike Warner, Dave Baldwin und Derek Wild. Von Huron kam zudem der Designer Jo Marquart. Ungeachtet dessen erhielt GRD von Lotus keine werksseitige Unterstützung. 1972 führte Lotus-Werksfahrer Dave Walker heimlich Testfahrten für GRD durch. Nachdem dies bekannt geworden war, wurde Walker von Chapman für ein Formel-1-Rennen suspendiert.
Im Laufe des Jahres 1974 verschlechterte sich die wirtschaftliche Lage des Unternehmens. Die prognostizierten Absatzzahlen für 1975 ließen eine weitere negative Entwicklung erwarten. Im November 1974 stellte GRD daraufhin die Produktion von Neufahrzeugen ein. Drei bisherige Mitarbeiter übernahmen den Betrieb. Ein von ihnen konstruierter Rennwagen wurde 1975 an Van Diemen verkauft. 1975 bot das Unternehmen noch einige Bausätze an. Mit Ablauf des Jahres wurde der Betrieb geschlossen.

## Fahrzeuge

### Formel 3

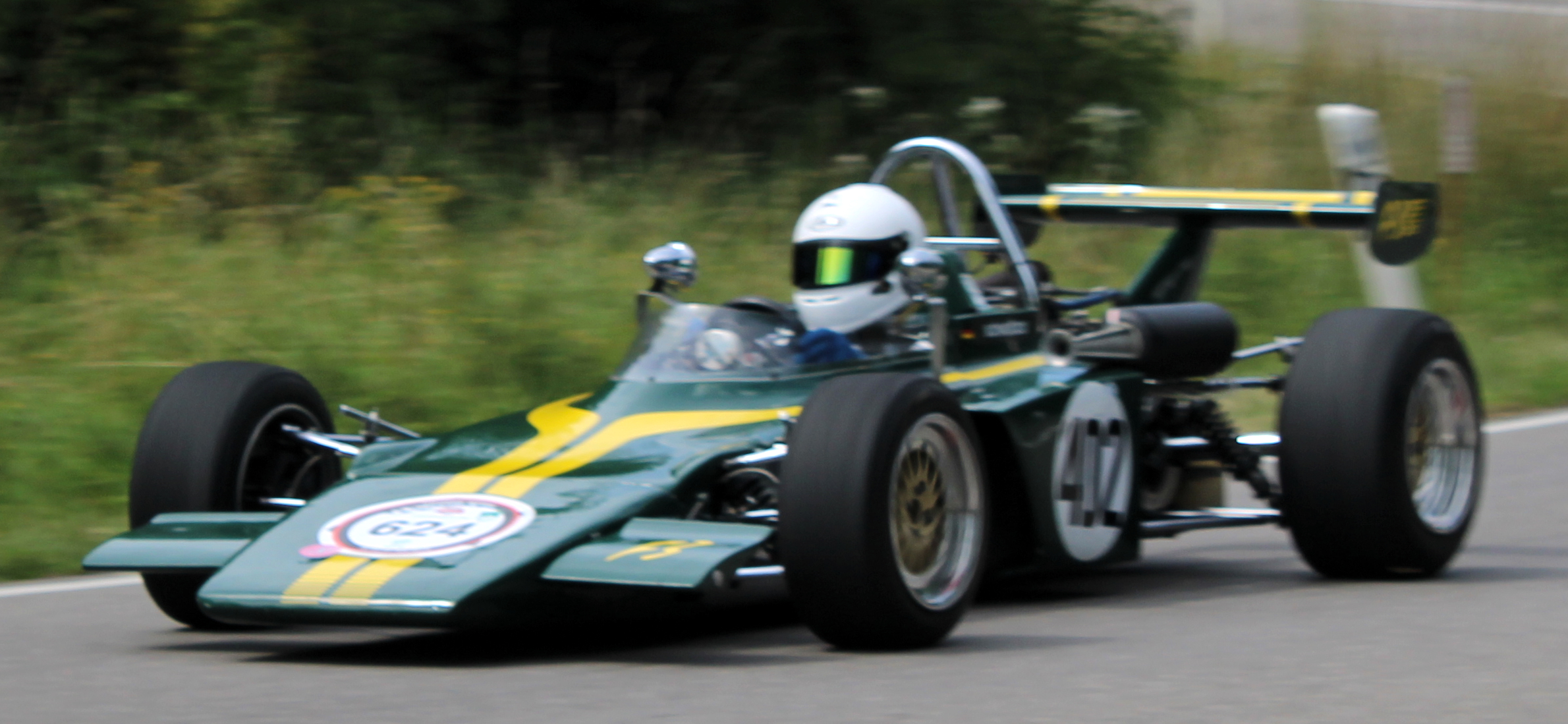
GRD 373 beim Solitude Revival 2019

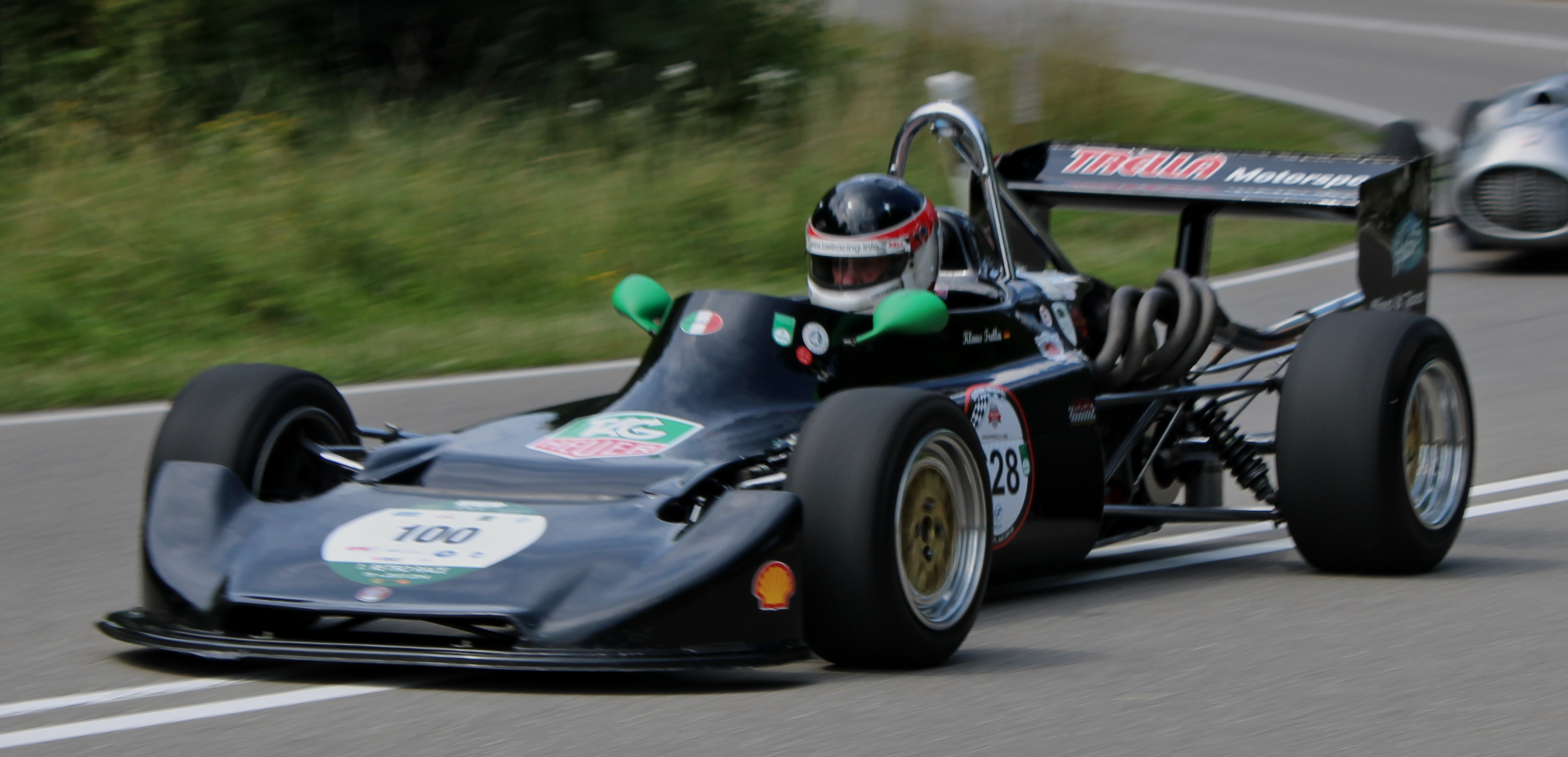
GRD 374 beim Solitude Revival 2019

Die Formel-3-Fahrzeuge von GRD waren zeitweise erfolgreich. 1972 beherrschte Roger Williamson mit einem GRD von Tom Wheatcroft Racing die Britischen Formel-3-Meisterschaften. In dieser Klasse wurden 1972 drei separate Meisterschaften abgehalten. Williamson nahm an allen Meisterschaften teil. Er gewann die Shell Super Oil British F3 Championship mit 78 Punkten und einem Vorsprung von 34 Punkten auf den Vizemeister Colin Vanderwell. Die B.A.R.C. Forward Trust British F3 Championship gewann Williamson mit zwei Punkten Vorsprung vor Rikky von Opel, in der B.R.S.C.C. Lombard North Central British F3 Championship wurde Williamson Vierter. 1973 und 1974 konnte das Unternehmen allerdings nicht an die Erfolge von 1972 anknüpfen. GRD führte dies auf die mangelnden Leistungen von Renzo Zorzi zurück.
Für die Formel 3 entstanden folgende Fahrzeuge:
- GRD 372
- GRD 373
- GRD 374
- GRD 375

### Formel 2
Die Formel-2-GRD waren weniger erfolgreich als die Formel-3-Modelle. Tom Walkinshaw, Tetsu Ikuzawa und Hiroshi Kazato fuhren 1972 einen GRD 272 für das GRS-Team, das selbständig war, aber Werksunterstützung erhielt. Sie erreichten keine Punkte. Insbesondere Ikuzawa hatte wiederholt Schwierigkeiten, sich für die Rennen zu qualifizieren.
1973 setzten drei Teams Autos von GRD ein. Roger Williamson ging für Tom Wheatcroft Racing mit einem GRD 273 an den Start. Er bestritt die ersten fünf Läufe der Meisterschaft. Bei keinem Rennen kam er in den Punkterängen ins Ziel, sein bestes Ergebnis war der achte Platz bei der Jochen Rindt Memorial Trophy in Thruxton. Wheatcrofts Engagement endete nach dem tödlichen Unfall Williamsons, der bei einem Formel-1-Rennen in den Niederlanden ums Leben kam. Weitere GRD-Teams waren GRS, DART Racing und das schwedische Team Pierre Robert von Reine Wisell. Daneben setzten einige private Fahrer GRD-Autos ein, unter ihnen Jo Vonlanthen. Ab 1974 erschien GRD nicht mehr in der Formel 2.
Formel-2-Fahrzeuge von GRD:
- GRD 272
- GRD 273

### Formel Atlantic
1972 rüstete GRD zwei Exemplare des 272 nach den Regularien der Formel Atlantic um. Martin Watson fuhr eines der Autos bei sechs der insgesamt 24 Rennen der Britischen Formel-Atlantic-Meisterschaft. Sein bestes Ergebnis war der sechste Platz bei dem Rennen in Brands Hatch am 16. April 1972. David McConnell fuhr das Auto einmal ebenso wie Roger Williamson, der beim letzten Saisonrennen, das ebenfalls in Brands Hatch abgehalten wurde, wiederum Sechster wurde. 1973 fuhr Tom Walkinshaw einen modifizierten 273. Sein bestes Ergebnis war der sechste Platz beim Rennen in Mallory Park am 24. Juni 1973. Weitere GRD-Piloten waren Bev Bond und Robin Smythe; letzterer fuhr einen überarbeiteten 372, d. h. ein Formel-3-Auto von 1972. Auch 1974 erschienen noch vereinzelt Autos von GRD in der Formel Atlantic; prominentester Fahrer war Dave Walker.
1975 wurde das Unternehmen aufgelöst.